# Víctor Cantillo
Víctor Danilo Cantillo Jiménez (ur. 15 października 1993 w Ciénaga) – kolumbijski piłkarz występujący na pozycji defensywnego pomocnika, reprezentant Kolumbii, od 2020 roku zawodnik brazylijskiego Corinthians.